# Leanne Best
Leanne Best, född 15 juni 1980 i Liverpool, är en brittisk skådespelare. Best är känd för sina roller i Ripper Street, Fortitude och Home fires. 

## Filmografi i urval
- 2013 – Ripper Street (TV-serie)
- 2015 – Fortitude (TV-serie)
- 2015 – Star Wars: The Force Awakens
- 2015–2016 – Home fires (TV-serie)
- 2016 – The Infiltrator
- 2016 – Black Mirror (TV-serie)
- 2016–2017 – Kalla fötter (TV-serie)
- 2017 – Film Stars Don't Die in Liverpool
- 2022 – Morden i Barking (TV-serie)
- 2024 – Sebastian
- 2025 – Maffiablod (TV-serie)